# イェンス・ヘーゲラー
イェンス・ヘーゲラー（ドイツ語: Jens Hegeler、1988年1月22日 - ）は、ドイツ・ケルン出身の元プロサッカー選手。ポジションは、ミッドフィールダー。

## 経歴
1.FCケルンなどいくつかのクラブを渡り歩いた後、2006年にバイエル・レバークーゼンの下部組織に入団。2009年1月から2009–10シーズン終了までFCアウクスブルクにレンタル移籍。2010年7月、1.FCニュルンベルクに2年間のレンタル移籍。
2014年5月、ヘルタ・ベルリンに3年契約で加入。
2017年1月4日、ブリストル・シティFCへ移籍。移籍金は30万€。
2018年12月、現役引退。